# Anomodon viticulosus
Anomodon viticulosus là một loài Rêu trong họ Thuidiaceae. Loài này được (Hedw.) Hook. & Taylor mô tả khoa học đầu tiên năm 1818.

## Hình ảnh

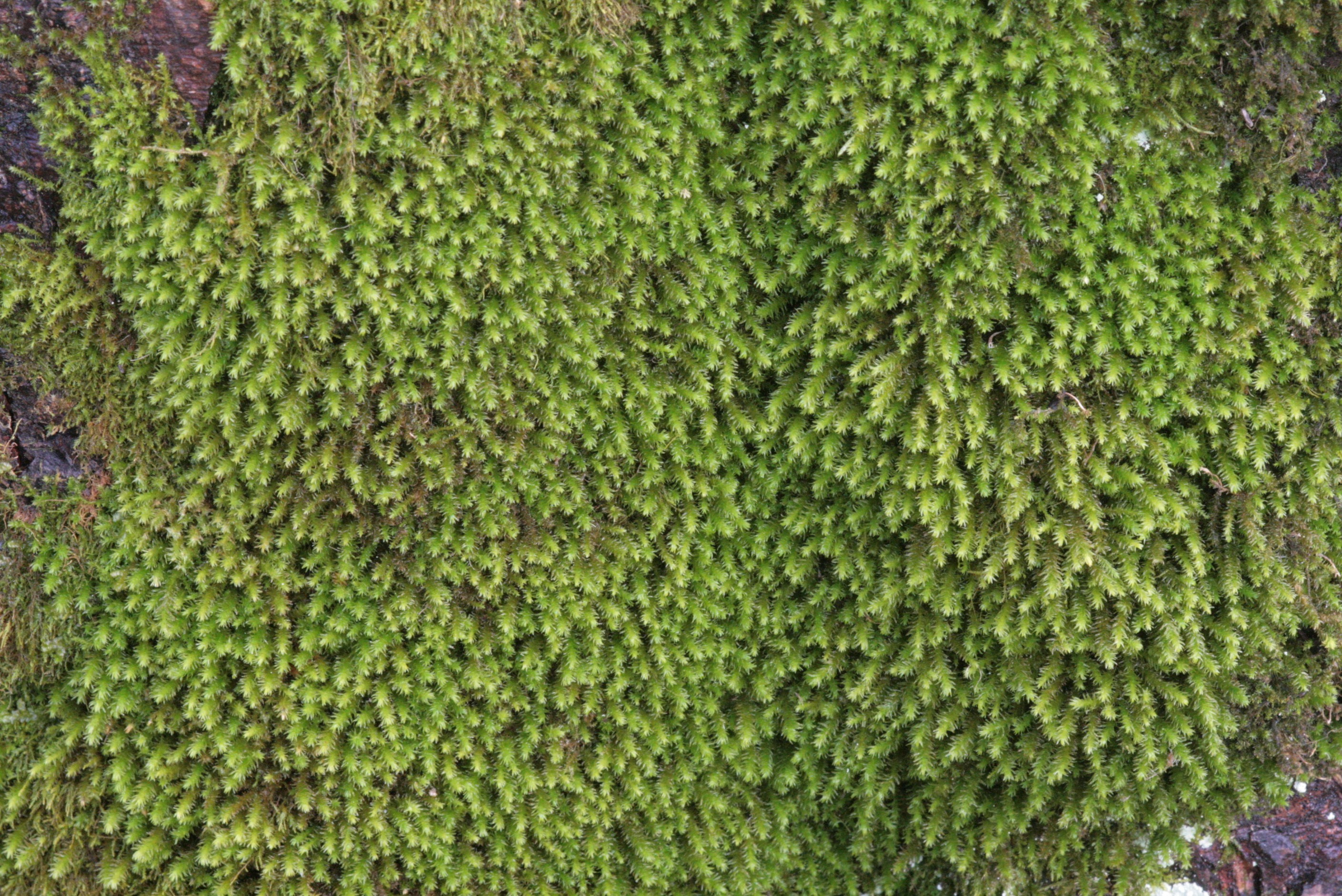
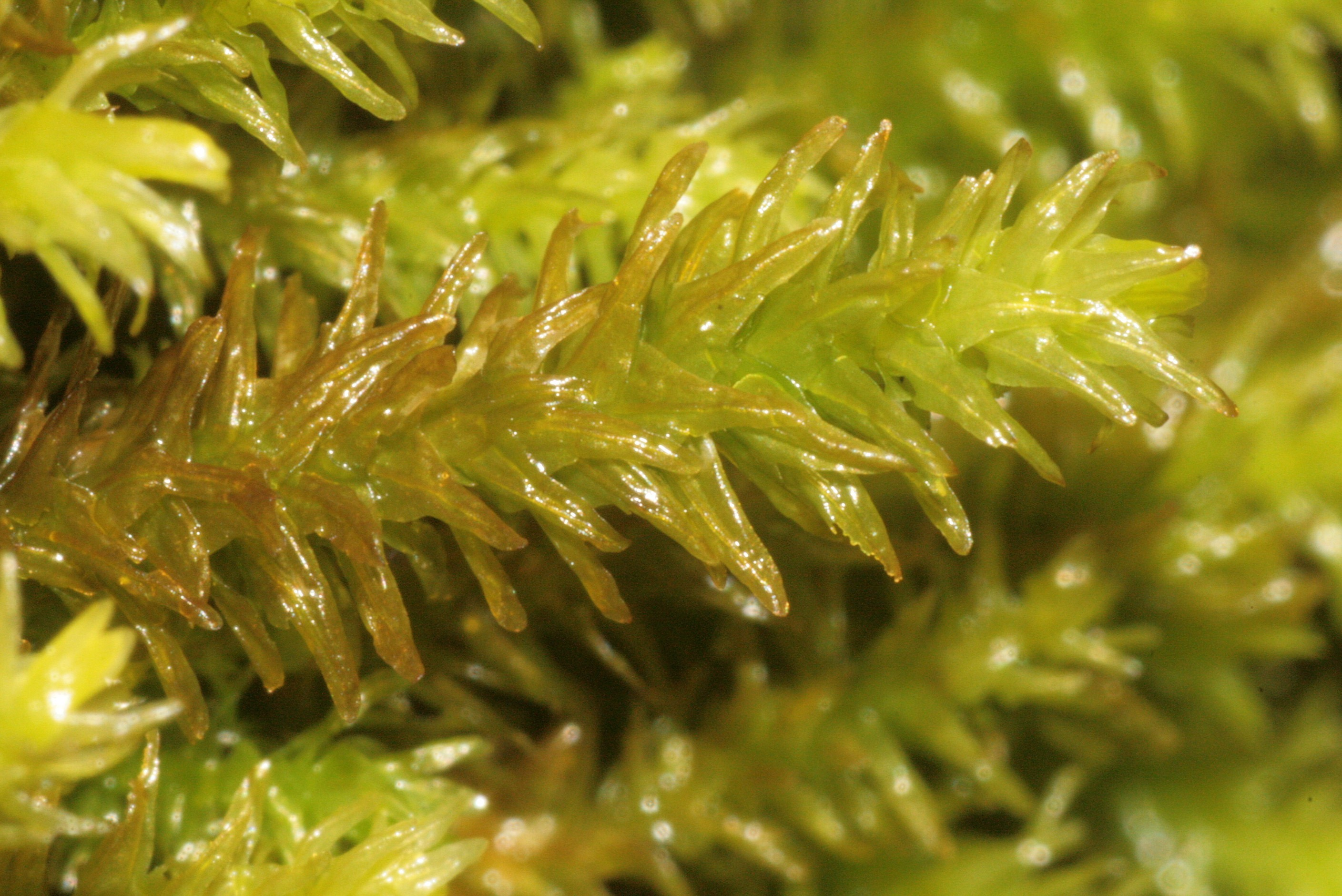
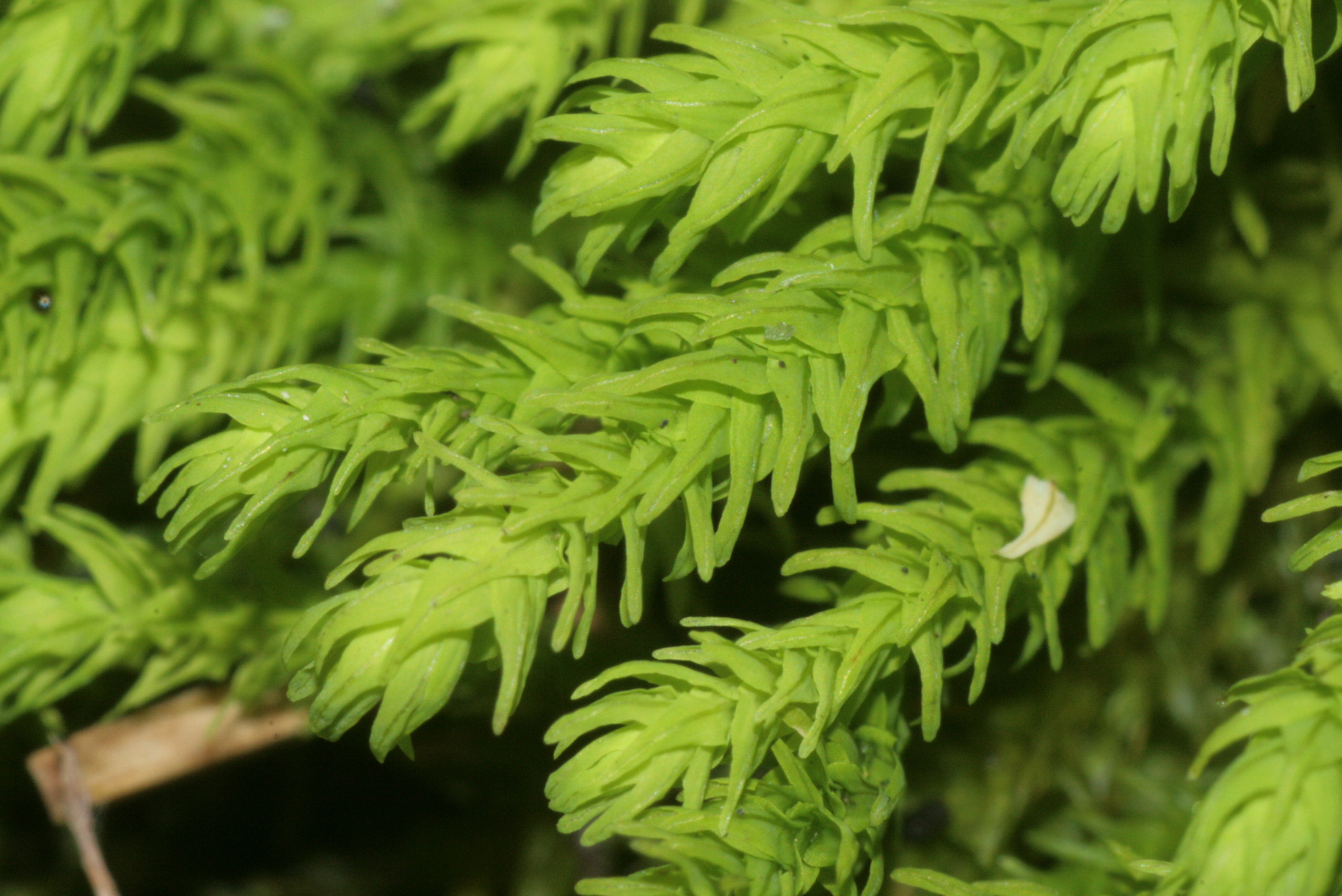
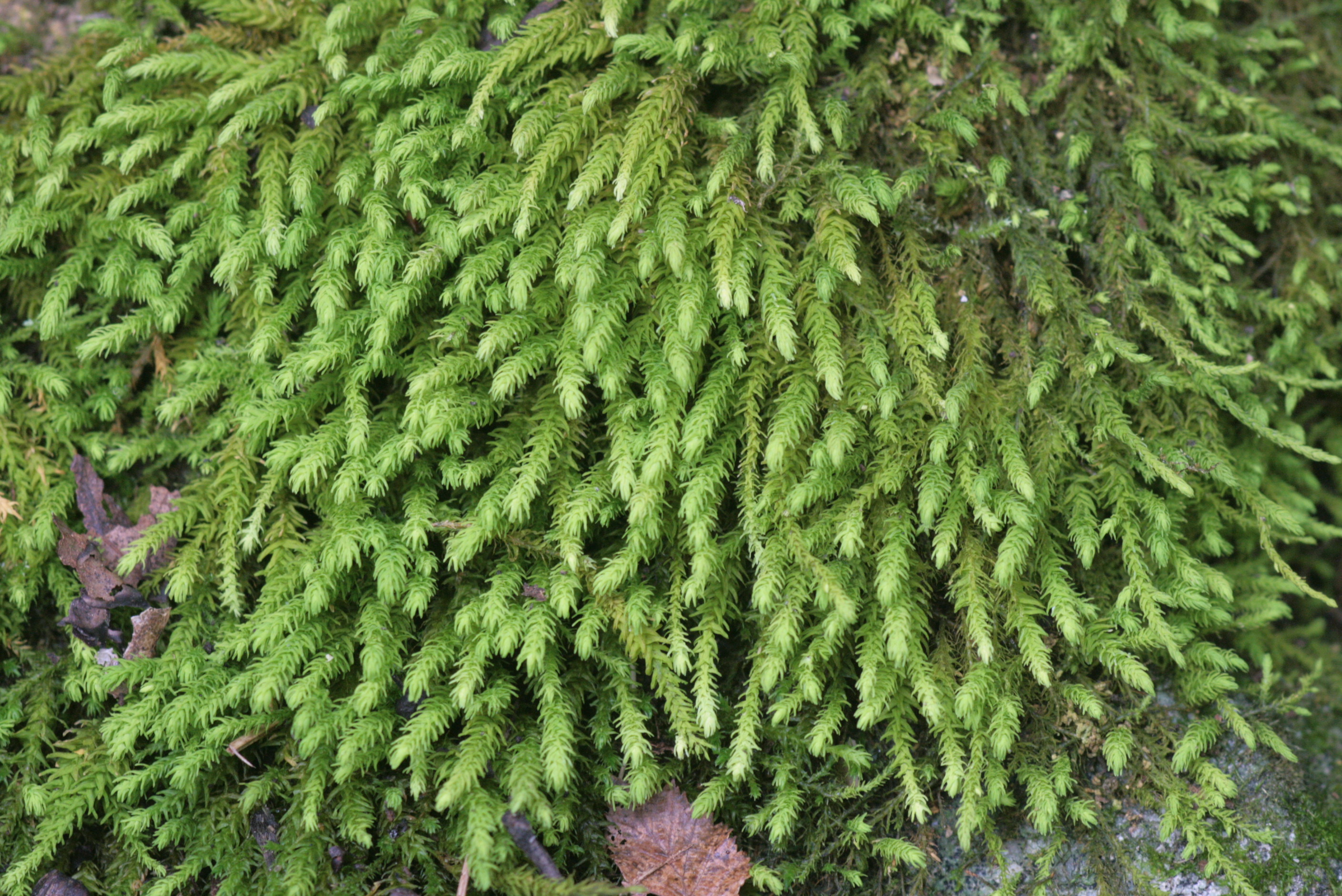